# The Crowd
The Crowd is een stomme film uit 1928 onder regie van King Vidor. De film werd genomineerd voor een Academy Award voor Beste Film. Ook regisseur Vidor kreeg een Oscarnominatie voor Beste Regisseur.
De film werd opgenomen in de straten van New York en bevatte echte voorbijgangers, in plaats van figuranten. Ook werden er echte en onwetende politieagenten, treinen en verkeer gebruikt. Studio Metro-Goldwyn-Mayer dacht niet dat de film veel zou opbrengen. Desondanks stond Irving Thalberg Vidor toe om de film te maken.
De film werd een groot succes en bracht tweemaal de kosten op. De film was controversieel in zijn tijd, omdat het een realistische kijk bood, in plaats van een positief beeld weer te geven. Dit werd namelijk in die tijd veel gedaan in verband met de Grote Depressie.

## Plot
De film gaat over John Simms, een jongeman die door zijn familie wordt geprezen, waardoor hij het idee krijgt een grote kans te maken op bekendheid. Wanneer hij naar New York gaat, ontdekt hij echter dat hij slechts een van de velen is. Hij krijgt dan ook enkel een baan in een groot kantoor.
Desondanks is John gelukkig en trouwt met Mary, die hij ontmoet heeft op een blind date. Wanneer de jaren echter voorbijgaan, raken John en Mary steeds meer van elkaar vervreemd. Hij wil haar verlaten, maar hij blijft bij haar als hij ontdekt dat ze zwanger is. Na vijf jaar heeft hij een zoon en een dochter en weet hij nog geen vooruitgang te maken op zijn werk. Wanneer er een tragedie komt, heeft hij de keuze om zijn leven radicaal te veranderen.

## Rolverdeling
| Acteur           | Personage          |
| ---------------- | ------------------ |
| James Murray     | John 'Johnny' Sims |
| Eleanor Boardman | Mary               |
| Bert Roach       | Bert               |
| Estelle Clark    | Jane               |